# 金属鉱業等鉱害対策特別措置法
金属鉱業等鉱害対策特別措置法（きんぞくこうぎょうとうこうがいたいさくとくべつそちほう、昭和48年5月1日法律第26号）は、金属鉱物等の採掘、選鉱、製錬等に使用された坑道および鉱滓等の集積場の使用後の鉱害防止に関する日本の法律である。
1973年（昭和48年）5月1日に公布され、同年7月1日から施行された。

## 主務官庁
- 経済産業省大臣官房産業保安・安全グループ鉱山・火薬類監理官室

環境省水・大気環境局環境管理課、厚生労働省健康・生活衛生局がん・疾病対策課、同労働基準局労災管理課など他省庁および石油天然ガス・金属鉱物資源機構と連携して執行にあたる。

## 目的
この法律は、金属鉱物等の採掘及びこれに附属する選鉱、製錬その他の事業の用に供される坑道及び捨石又は鉱さいの集積場の使用の終了後における鉱害を防止するための事業の確実かつ永続的な実施を図るため、使用中のこれらの施設について鉱害防止積立金の制度を設けるとともに、使用済みのこれらの施設について鉱害防止事業基金及び指定鉱害防止事業機関の制度を設けて鉱害を防止するための事業を計画的に実施させるため必要な措置を講ずることにより、鉱山保安法と相まって、金属鉱業等による鉱害を防止し、もって国民の健康の保護及び生活環境の保全に寄与することを目的とする（第1条）。

## 内容
鉱害防止事業の実施に関する基本方針の策定
経済産業大臣は、環境大臣に協議し、かつ、中央鉱山保安協議会の意見をきき、特定施設（金属鉱業等の用に供される坑道および捨石または鉱滓の集積場）に係る鉱害防止事業の実施に関する基本方針（実施の時期および事業量その他特定施設に係る鉱害防止事業の計画的な実施を図るため必要な事項）を定め、これを公表する。
鉱害防止事業計画の届出
採掘権者または租鉱権者は、鉱山保安法の規定により措置を講じなければならないものとされる使用済特定施設に係る鉱害防止事業について、鉱害防止事業計画を作成し、これを経済産業省の地方支分部局である産業保安監督部長に届け出る。
鉱害防止積立金制度
採掘権者または租鉱権者は、使用中の特定施設について、鉱害防止に必要な資金を独立行政法人石油天然ガス・金属鉱物資源機構に鉱害防止積立金として積み立てる。
鉱害防止事業基金制度
採掘権者または租鉱権者は、経済産業大臣が指定した使用が終了した特定施設、すなわち鉱害防止事業計画に基づいて鉱害防止事業を実施した後においても、坑水または廃水の汚染の状態、量その他の状況が経済産業省令で定める基準に適合せず、または自然的および社会的条件に照らし、鉱害防止事業を確実かつ永続的に実施することが必要であると見込まれる廃止鉱山の鉱害防止に必要な基金を、独立行政法人石油天然ガス･金属鉱物資源機構に設けられた鉱害防止事業基金として拠出する。
指定鉱害防止事業機関
採掘権者または租鉱権者に代わり、経済産業大臣に指定された鉱害防止事業機関は、鉱害防止事業基金の運用収入によって鉱害防止業務を実施する。

### 1992年の法改正
1992年には、鉱害防止事業の確実かつ永続的な実施体制の整備を図るため、「金属鉱業等鉱害対策特別措置法の一部を改正する法律（平成4年法律第48号）」によって鉱害防止事業基金制度の創設および指定鉱害防止事業機関制度の導入など、26条が加わる改正が行われ、同年11月16日から施行された。

## 構成
- 第1章 - 総則（第1条-第3条）
- 第2章 - 基本方針及び鉱害防止事業計画（第4条-第6条）
- 第3章 - 鉱害防止積立金（第7条-第11条）
- 第4章 - 鉱害防止事業基金等 
  - 第1節 - 鉱害防止事業基金（第12条-第15条）
  - 第2節 - 指定鉱害防止事業機関（第16条-第32条）
- 第5章 - 監督（第33条･第34条）
- 第6章 - 雑則（第35条-第39条）
- 第7章 - 罰則（第40条-第45条）
- 附則

## 関係省令
- 金属鉱業等鉱害対策特別措置法施行規則 - e-Gov法令検索
- 鉱業法施行規則 - e-Gov法令検索
- 鉱山保安法施行規則 - e-Gov法令検索
- 鉱業上使用する工作物等の技術基準を定める省令 - e-Gov法令検索